# Platyrhinoidis triseriata
Platyrhinoidis triseriata és un peix de la família dels rinobàtids i de l'ordre dels rajiformes.

## Morfologia
Pot arribar als 91 cm de llargària total.

## Distribució geogràfica
Es troba a les costes del Pacífic oriental (des de San Francisco, Estats Units, fins a la Baixa Califòrnia, Mèxic).